# ロルヒ (ヴュルテンベルク)
ロルヒ (ドイツ語: Lorch, ドイツ語発音: [ˈlɔrç]) は、ドイツ連邦共和国バーデン＝ヴュルテンベルク州シュトゥットガルト行政管区のオストアルプ郡に属す市である。この街はレムス川上流域の谷に位置しており、シュトゥットガルト大都市圏辺縁部に属す。

## 地理

### 位置
ロルヒは、ネッカー川右岸の支流レムス川の谷に位置する。東のシュヴェービッシュ・グミュントと西のショルンドルフとの間にあたる。ロルヒの北はシュヴェービッシュ＝フレンキシャー・ヴァルト、南はシュヴェービッシュ・アルプである。ロルヒはシュヴェービッシュ＝フレンキシャー・ヴァルト自然公園を構成する自治体の一つであり、シュヴェービッシュ・アルプ協会のリーメス遊歩道沿いに位置している。

### 隣接する自治体
ロルヒは、北はアルフドルフ、東はシュヴェービッシュ・グミュント、南はヴェッシェンボイレンおよびベルトリンゲン、西はプリューダーハウゼンと境を接している。

### 市の構成
ロルヒは、かつて独立した自治体であったヴァルトハウゼンを含み、これらに属す35の村落、小集落、農場、住宅地で構成されている。
ロルヒは、キルネック（427人）、ロルヒ（6,685人）、ラッテンハルツ（246人）、ヴァルトハウゼン（2,676人）、ヴァイトマールス（1,005人）の5つの市区からなる。
| 土地利用種別面積 | 農業用地 | 森林   | 住宅地 | 産業用地 | 交通用地 | 水域  | レジャー用地 | その他 |
| ---------------- | -------- | ------ | ------ | -------- | -------- | ----- | ------------ | ------ |
| 面積 (km2)       | 9.77     | 16.58  | 2.07   | 0.72     | 2.29     | 0.48  | 1.45         | 0.92   |
| 占有率           | 28.5 %   | 48.4 % | 6.0 %  | 2.1 %    | 6.7 %    | 1.2 % | 4.2 %        | 2.7 %  |

州統計局の2019年現在のデータによる。

## 歴史

### ローマ時代
ローマ帝国は皇帝アウグストゥスの下、紀元前15年にアルプス山脈の北側、現在のスイス、南ドイツ、オーストリアにまで覇権を拡大した。初めはドナウ川上流と上ラインがローマ帝国の国境であった。およそ100年後にローマ人は、彼らの呼び名でアグリー＝デクマーテス地方を併合した。この地方にロルヒも含まれた。ラエティアとゲルマニア・スペリオルの2つの属州が形成された。帝国の新たな国境は北と東に向かって伸びていた。何世紀もの間この新しい国境は堅固に護られた。オーバーゲルマニッシュ＝レティシャー・リーメスが建設されたのである。ローマ帝国の最も外側の国境にあたるゲルマニア・スペリオールの東境界とラエティアの北境界は、ロルヒとシュヴェービッシュ・グミュントとの間の「クニック」と呼ばれるリーメスの屈曲点で結ばれた。
ロルヒ城砦はアントニヌス・ピウスの時代（在位 138年 - 161年）にリーメス防衛部隊のための城砦として設けられた。この城砦はオーバーゲルマニッシャー・リーメスの最も南の城砦であり、東はレティシャー・リーメスにつながっていた。現在の福音主義市教会の庭に城砦の中心があり、城砦の側面は約 150 m から 160 m の長さがあった。この城砦の周辺に民間人の入植地 (vicus) が連なっていた。この入植地は、レムス川の谷を通るローマ街道沿いに、長さ約 1 km にわたって広がっていた。当時戦略上重要であったこの街道は、アウクスブルク (Augusta Vindelicorum) から、現在のシュトゥットガルト＝バート・カンシュタットを経由してマインツ (Mogontiacum) に通じていた。
ロルヒのローマ時代の名称は判明していない。中世の名称や、現在同じく「ロルヒ」と呼ばれているオーバーエスターライヒの町に対する古名「ラウリアクム」 (ラウリアクム) からの類推で、「ラウリアクム」という名称がしばしば採用される。260年から268年までの間に、アレマン人の圧力により、ラエティアの北西部およびゲルマニア・スペリオルの東部を放棄した。これによりリーメスやロルヒ城砦も放棄された。ローマ人は、ライン川を渡って西へ、ボーデン湖や上ラインを渡って南へ、イラー川を渡って東に後退した（ドナウ＝イラー＝ライン・リーメス）。ローマ人からはアレマン人と呼ばれたゲルマン人は勢力範囲を拡大し、ローマ人が撤退した土地に定住した。

### 中世

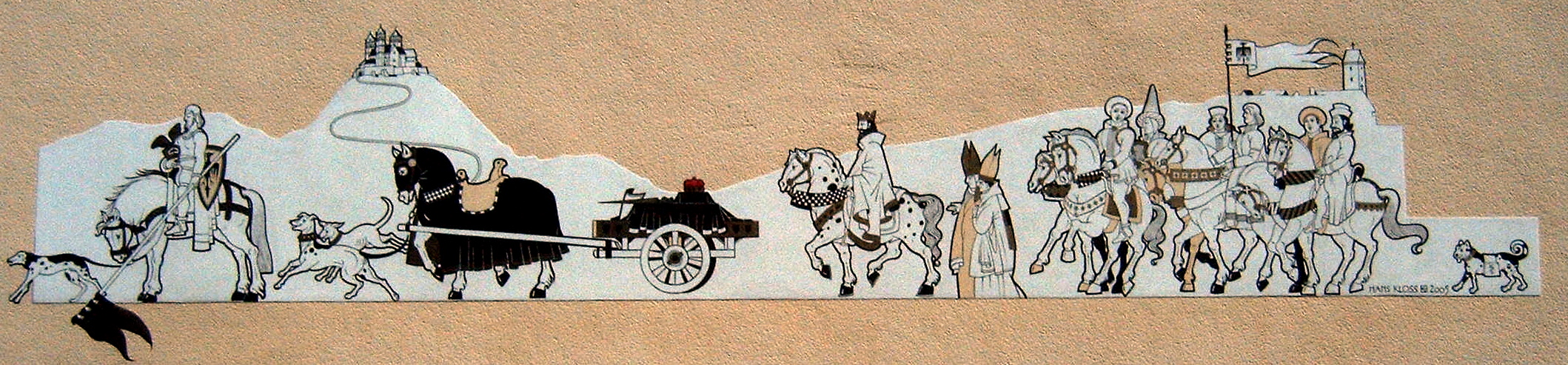
ハウス・クロス作のフリードリヒ1世の埋葬（2005年）

中世初期のこの集落の歴史は判っていない。この村で継続的な定住が営まれていたのかどうかもはっきりしていない。11世紀半ばに村の教区教会に修道参事会が創設された。これはシュタウフェン家の祖先たちの廟所となった。
1100年頃にシュタウフェン家は、一族の修道院としてベネディクト会のロルヒ修道院を建設した。不確かな伝承によれば、その場所には城があった。この修道院がその後この街の歴史を決めることとなった。コンラート3世は、修道院に埋葬されていた祖先をこの修道院に移した。12世紀のロルヒは様々な表記がなされている。たとえば、Loricha や Lorche、ラテン語で Laureacus や Laureacum monasterium である。
13世紀になると修道院はヴュルテンベルク伯の代官の下に置かれた。教区教会の参事会は14世紀後半に廃止された。この村は中世後期に市場開催権を獲得した。中心施設に裁判所と浴場が設けられた。

### 近世

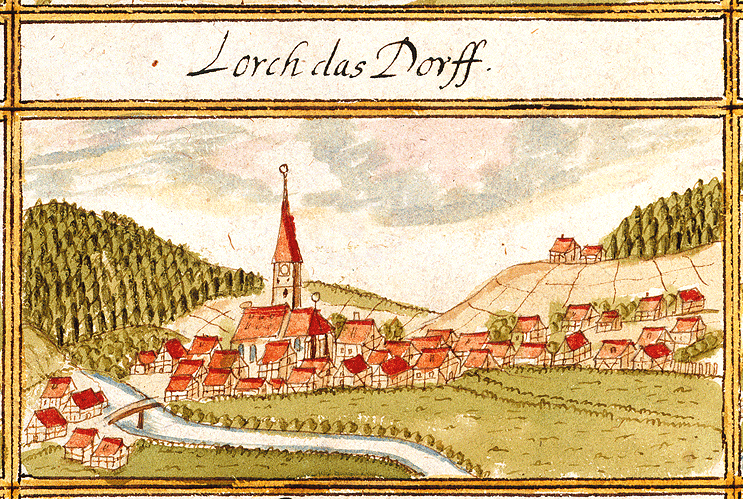
1695年のロルヒ

ウルリヒは1535年にロルヒの宗教改革を行った。シュマルカルデン戦争の結果、1548年にカトリックの礼拝が再開されたが、1553年には再び福音主義の牧師が就任した。もう一つの宗教改革の成果が学校の開設で、1560年頃に専用の校舎が建設された。ヴュルテンベルク公領の修道院であったロルヒ修道院は16世紀に廃止された。
三十年戦争によってロルヒの人口は 1/3 に減少した。その後数十年、活発な復興がなされた。1660年にロルヒは戦争前に喪失した年に2回の市場を開催する権利を回復した。1810年から1819年までロルヒはオーバーアムトの本部所在地であったが、その後ヴェルツハイムに移転した。1831年と1832年にロルヒはさらに2回の市場を開催する権利を得た。

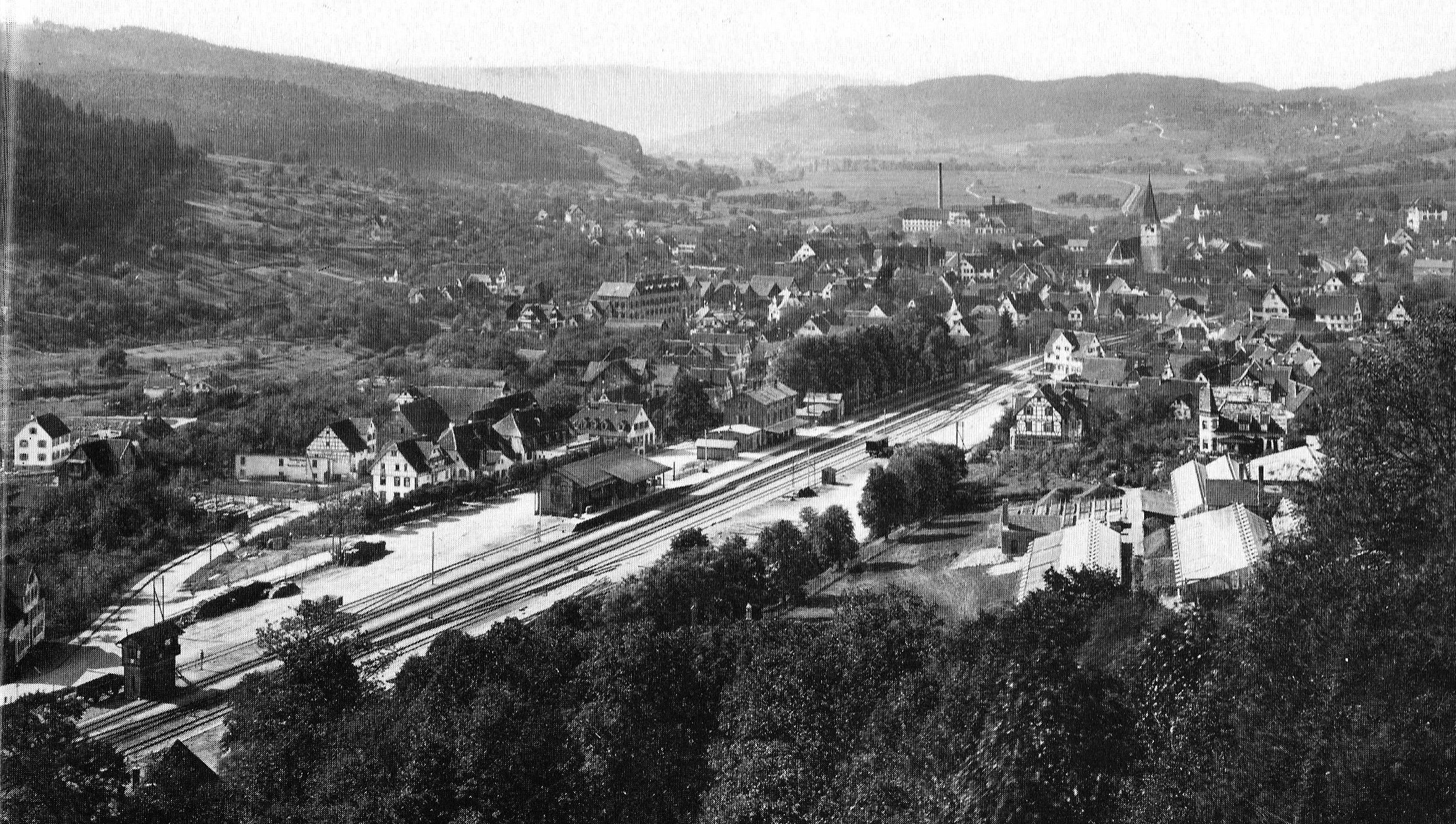
1895年のロルヒ

1861年のレムス鉄道バート・カンシュタット - ヴァッサーアルフィンゲン区間の開通により、観光業が経済的に重要になり、宿泊施設の増築・新築がなされた。1865年6月22日にヴュルテンベルク王カール1世はロルヒを市に昇格させた。市当局の他に美化協会が観光を振興させ、ロルヒはルフトクアオルトとなった。1898年には464人の保養客があり、そのうち64人が外国人であった。
これと並行して工業用地が設けられた。1876年に設立されたダイバー兄弟製麺工場は、1904年に125人の従業員を雇用しており、この街で最も重要な雇用主であった。この工場は1893年にこの街で最初の電力使用者ともなった。自家発電した電力は、この街の民間家庭にも送電された。

### 国家社会主義の時代
1930年代初めの選挙でNSDAPは、ロルヒとヴァルトハウゼンで平均を大きく上回る成果を収めた。1933年のドイツ国会選挙では、全国での得票率が 43.9 %、ヴュルテンベルク州のそれが 41.9 % であったのに対して、ロルヒでは 56.5 % の票を獲得した。その背景には高い失業者数があった。1932年のロルヒの失業者数は 340人に達した。これには、1930年の火災によって最大の雇用主であったダイバー製麺工場が操業停止したことが影響していた。これに対して、1932年のNSDAP地元グループの設立者8人の中に被雇用者は1人もいなかった。この党は、設立者のうち6人が関わるロルヒの中流企業経営者ファミリーによって運営されていた。この地元グループの指導者は、切手商のヘルマン E. ジーガーであった。
統制により、市議会議員が 16人から 10人に削減された。通りや広場がヒンデンブルク、ヒトラー、ヴィルヘルム・ムルにちなんだ名称に改名された。1934年までにNSDAPは、NSDAPに属さない市議会議員をすべて失職させた。
ロルヒには、ナチ党の権力掌握の初めからユダヤ人は住んでいなかった。しかしナチの優生学イデオロギーはロルヒや現在の市区から多くの障害者を追放し、グラーフェネック絶滅収容所で殺害した。
1945年4月19日、アメリカ軍の第44歩兵師団が北からブルック農場を通ってロルヒに入城した。地元のナチの幹部の一部とともに組織された国民突撃隊による都市防衛戦を市長のショイフェレは制止した。このため白旗を掲げた修道院をアメリカ軍は接収した。第二次世界大戦では、現在のロルヒ市区で合計 256人が死亡し、64人が行方不明となった。

### 戦後
1945年9月17日、アメリカ占領軍は、1910年から市長職にあったヴィルヘルム・ショイフェレを罷免し、テオ・ラウバーを暫定的に市長に任命した。1946年4月2日、戦後初の市議会で選出されたオットー・バーライスが市長職を引き継いだ。
1945年から1946年に難民の大きな集団がロルヒに流入した。1946年春にはその人数は約 650人に及んだ。
現在の形の市は、1972年1月1日にロルヒ市とヴァルトハウゼン町が合併して成立した。

## 住民

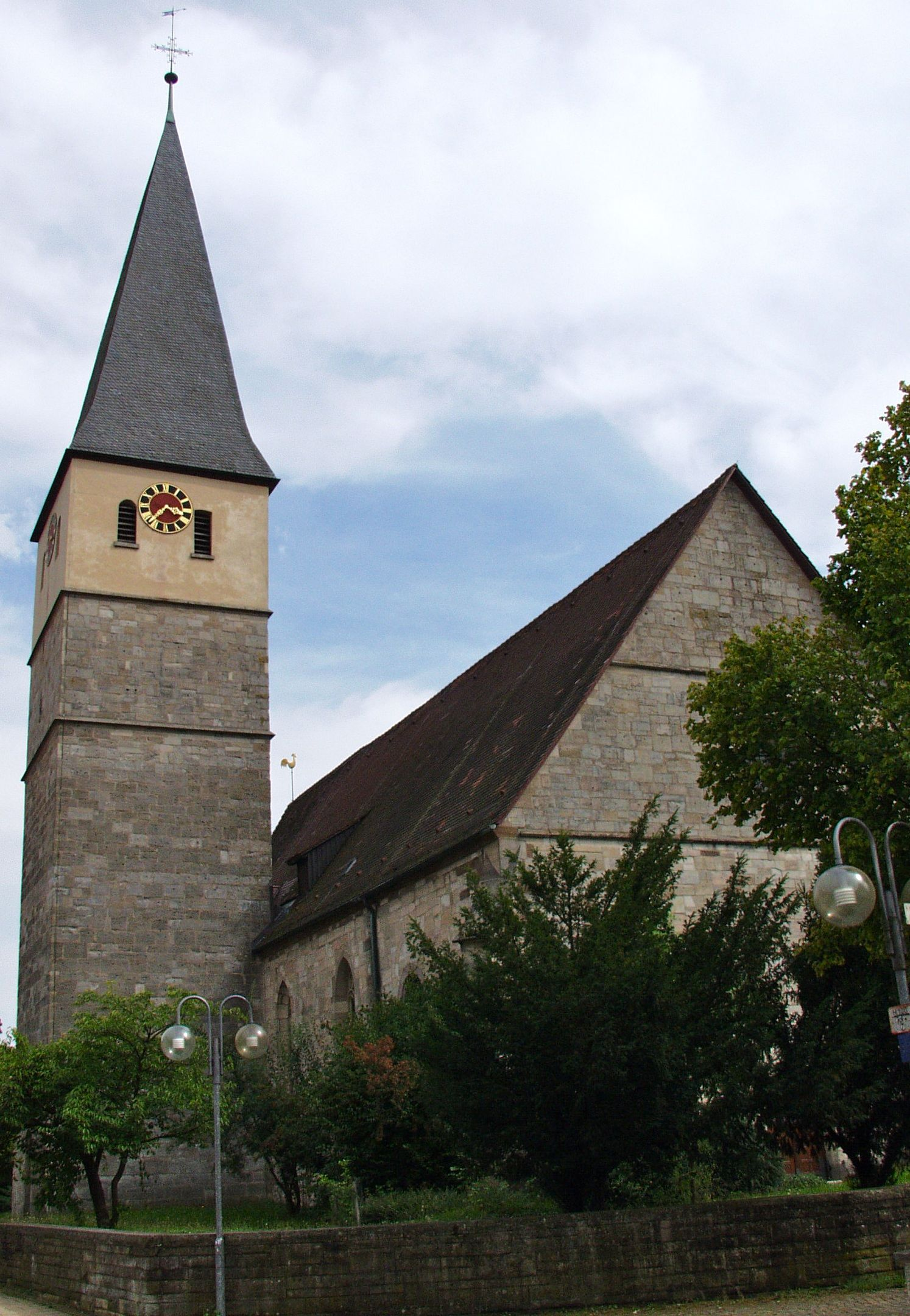
ロルヒの福音主義市教会

### 宗教
1535年に宗教改革がなされた後、ロルヒは主に福音主義の街となった。それぞれが教会堂を有する3つの福音主義教会（ロルヒ、ヴァルトハウゼン、ヴァイトマールス）とラッテンハルツに礼拝堂がある。また、2つのローマ＝カトリック教会（ロルヒ、ヴァルトハウゼン）もそれぞれが固有の教会を有している。ロルヒとヴァルトハウゼンの新使徒派教会は、教会堂新築を契機に2008年に統合された。
- ラッテンハルツの礼拝堂
- ロルヒのカトリック聖コンラート教会
- ロルヒの新使徒派教会

## 行政

### 議会
ロルヒの市議会は、26議席で構成されている。

### 首長
第二次世界大戦後の市長を列記する。
- 1945年 - 1946年: テオ・ラウバー
- 1946年 - 1954年: オットー・バーライス
- 1954年 - 1972年: ヴァルター・フランク
- 1972年 - 1980年: ヴァルター・キュプラー
- 1980年 - 1996年: ヴェルナー・シュタインアッカー
- 1996年 - 2020年: カール・ビューラー
- 2020年 - : マリタ・フンク

### 紋章
図柄: 左右二分割。向かって左は金地に黒の大文字「L」。向かって右は黒字に金の獅子。イニシャルの「L」は15世紀から当時のフレッケンの印章に用いられていた。逆の配色で描かれたシュタウフェンの獅子は、この街がシュタウフェンの中心地域に属していたことを示している。この紋章は、1934年に認可された。

### 姉妹都市
- オーリア（イタリア、プッリャ州）1972年
共通のシュタウフェン家と関係した歴史に基づき、姉妹都市協定を締結した。オーリアの Gioco della bandiera[訳注 2]は有名で、ロルヒの大きなイベントで時折披露されている。

#### 友好都市
- アフレンツ（ドイツ語版、英語版）（オーストリア、シュタイアーマルク州）

## 文化と見所

### 建築

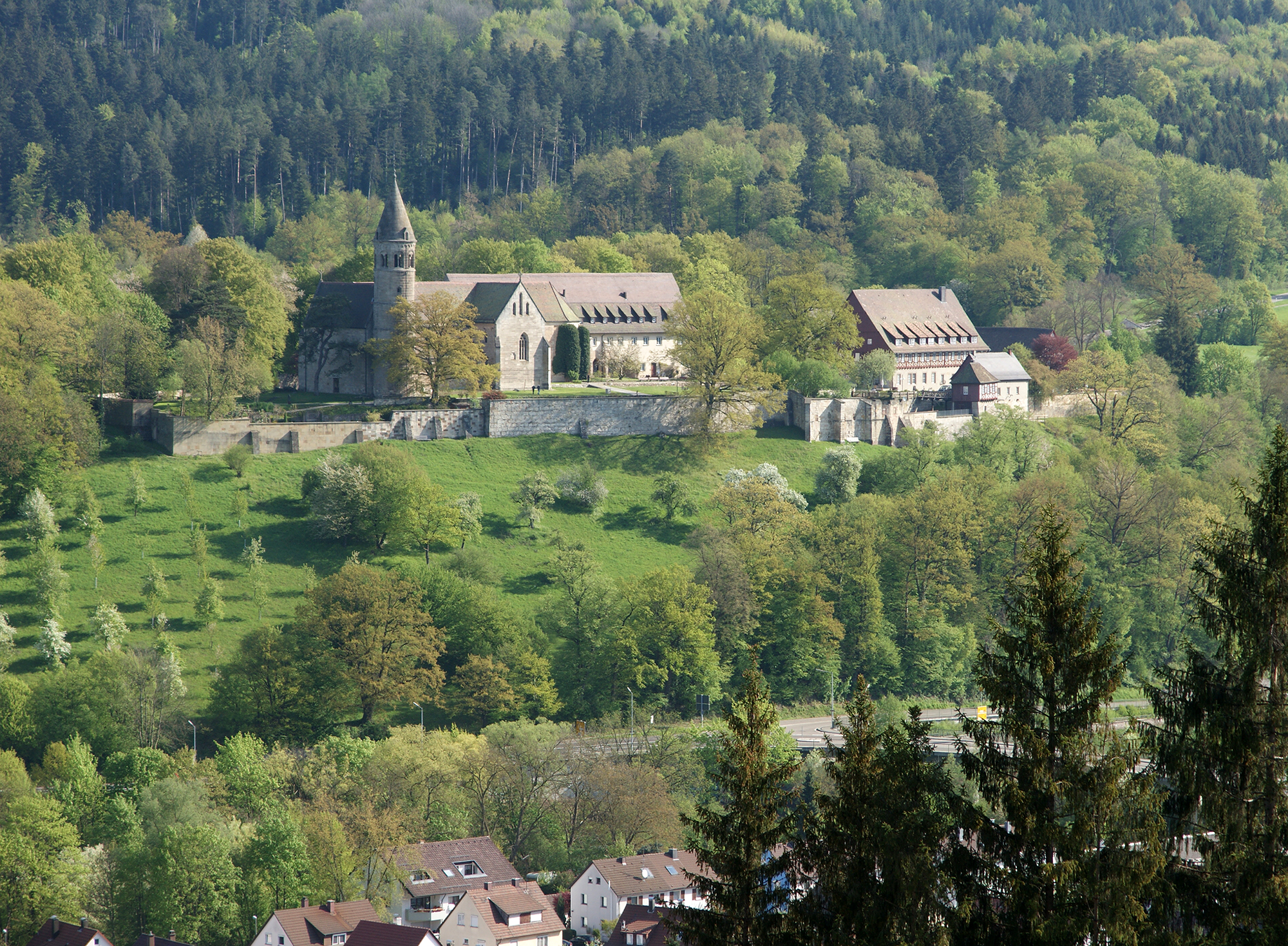
ロルヒ修道院

- 大きな魅力は、クロスターベルクのロルヒ修道院である。修道院のカピテルザールには、シュタウフェンの歴史を描いた広さ 100 m2 の円形の絵がある。これはロルヒの芸術家ハンス・クロスによる2002年に完成した作品である。
- 修道院の建物の他に、オーバーゲルマニッシュ＝レティシャー・リーメスに付属した木造のローマ時代の見張り塔が復元されている。そのすぐ近くにローマ時代のゲルマニア・スペリオルとラエティアとの境界がある。見張り塔の復元は原型に忠実ではない。マイン川より南のリーメスには石造の見張り塔しかなかったことが判っている。また、通常入り口は2階にあり梯子を使って出入りした。さらにここで使われているブロック工法はローマ時代の木造建築では、典型的とは言えない。
- ヴァルトハウゼン地区の高台、現在のエリーザベトベルクの近くにシュタウフェンの家臣の城があった。
- 近代建築として建設されたカトリックの聖コンラート教会は1961年11月に完成した。先代の教会は1910年に建設されたが、第二次世界大戦後のカトリック信者の流入により手狭となった[26]。
- 1892年7月18日に完成したシラー広場の校舎[12]は、建物の半分が女性と子供用に分割されていた。現在は、一部が公民館、一部が市立図書館として利用されている。
- シラーハウスは、詩人フリードリヒ・シラーが幼少期の1764年から1766年までロルヒで住んだ家だと誤解されている。

- ロルヒ修道院教会
- 復元されたリーメスの木造見張り塔
- シラー広場の旧校舎
- シラーハウス

### 世界遺産
ロルヒのリーメス屈曲部を含むオーバーゲルマニッシュ＝レティシャー・リーメスは、2005年7月15日からユネスコの世界遺産に登録されている。

### 自然文化財
ロルヒ浚渫湖は、1981年11月5日に指定された広さ 18.5 ha の自然保護地区である。ロルヒとヴァルトハウゼンとの間にあり、連邦道 B29号線、レムス川、レムス川支流のヴァルカースバッハ川に囲まれている。この自然保護区は軟材の草地や硬材が生育しつつある領域を含み、絶滅の危機にある動植物、特に鳥類の生息地となっている。
この他にロルヒには4つの景観保護地区（アイマースバッハタール、ヴェルツハイムおよびヴァルカースバッヒャー・タール周辺地区、ゲッツェンバッハタール、ハーゼルバッハタール）、3つの美林（クロスターヴェルドレ、シラーグロッテ、シュタインドーベル）、19の自然文化財領域および11の自然文化財がある。
修道院の北西の森、北緯48度48分31秒 東経09度42分33秒 / 北緯48.80861度 東経9.70917度付近に、自然文化財に指定されている8本のセコイアデンドロンがある（公式名称は9セコイアデンドロン）。これは、1866年にヴィルヘルマ＝ザートから株分けされ、当時ロルヒにあったヴェルツハイム営林署に送られた50本の樹齢1歳の木であった。
1955年まで修道院の前に樹齢約 1000年の「バルバロッサ＝リンデ」あるいは「ホーエンシュタウフェン＝リンデ」と呼ばれるセイヨウボダイジュの木があった。
ロルヒとアルフドルフとの間にあるシェルメンクリンゲはロルヒの最も古い観光資産である。1885年に地元の美化協会が、この砂岩に囲まれた谷を通る遊歩道を整備した。おそらく1932年以前から、夏の半年間流れる川の水を利用した長さ 500 m の水の遊具が造られる。1996年からシュヴァーベン・アルプ協会が遊歩道と水の遊具を管理している。

### クラブ、団体、協会
- TSV ロルヒ 1884は多目的のクラブで、たとえば、ハンドボール、陸上競技、体操競技といった部門があり、自己申告によれば約1200人の会員を擁している。
- アスレティーク＝シュポルト＝フェライン 1900 は、古くから主に筋力種目（重量挙げ、パワーリフティング）を行っており、クーゲルハンドリングや重量投げのドイツチャンピオン大会に参加している。現在は、合気道や空手の部門も設けられている。
- サッカークラブのシュポルトフロインデ・ロルヒ 1911 は、男子第1チームがベツィルクスリーガで、男子第2チームがクライスリーガ B でプレイしている（2016/2017年シーズン）。
- ラートファーラー＝フェライン・ロルヒ 1924 はサイクルフィギュアの活動を行っている。
- ロルヒ射撃ギルデは、アイマースバッハタールに射撃場を有しており、射撃競技や、アーチェリーを行っている。射撃場には、10 m、25 m、50 m、100 m、さらにアーチェリー用の 90 m の射撃スタンドが設けられている。このクラブには約 135人の会員が登録している（2014年現在）。

### 年中行事
毎年5月または6月初めに開催される、紋章動物にちなんで名付けられたレーヴェンマルクト（獅子の市場）は、ロルヒ最大の市祭である。この祭は1972年から開催されている。この他に、収穫祭や聖マルティヌスの祝日にシュトラーセンマルクト（街道市）が旧市街で開かれる。
ロルヒャー・ファスネットゲザルシャフトは1997年に設立された団体で、1998年から毎年謝肉祭のパレードを行っている。2008年には53グループが参加した。

## 経済と社会資本

### 交通

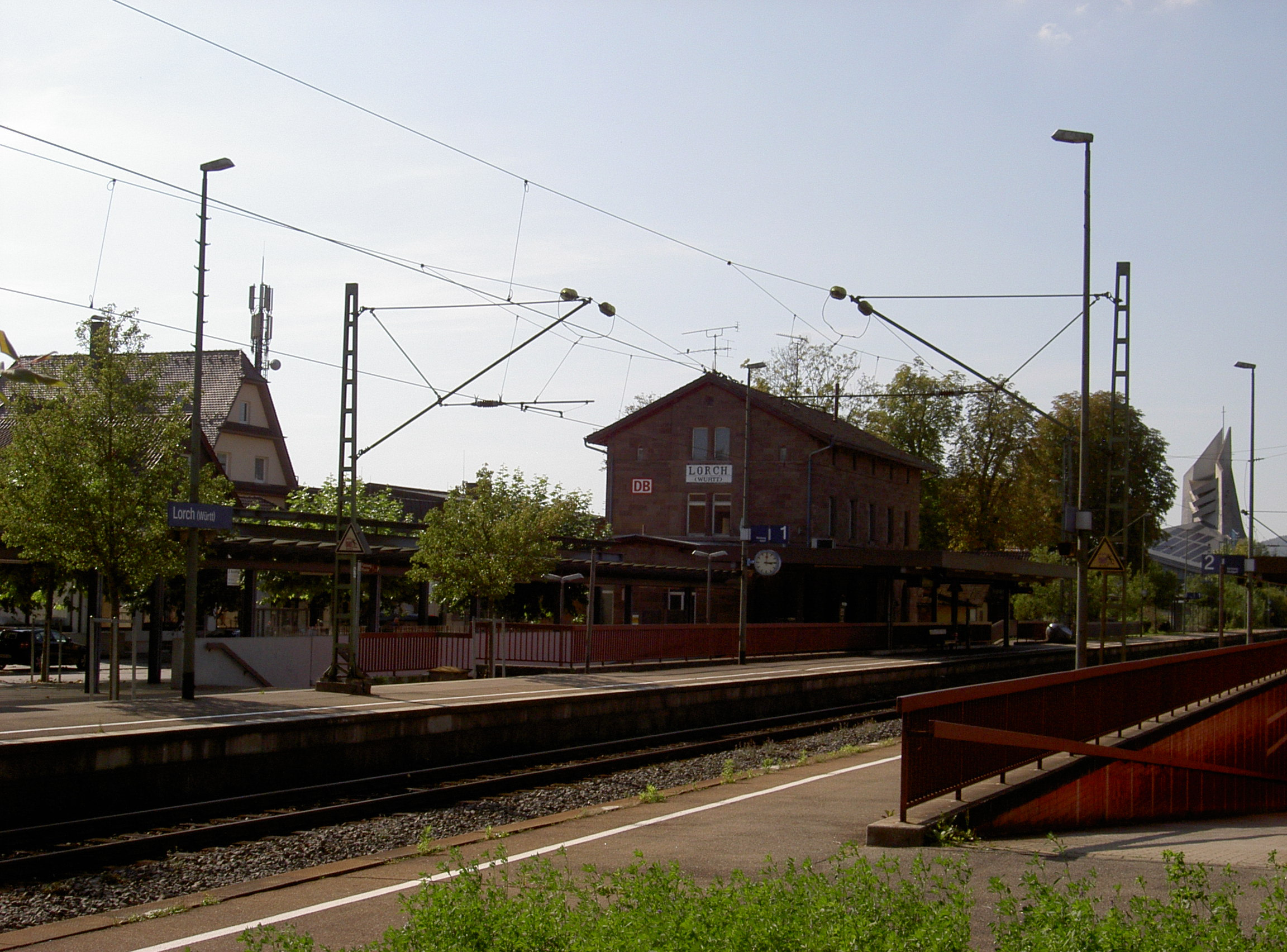
ロルヒ駅

#### 公共交通機関
レムスタールに沿ってレムス鉄道（シュトゥットガルト - アーレン）が通っている。この鉄道には、ロルヒ駅とヴァルトハウゼン駅がある。バス路線は、ゲッピンゲン乗合バス交通やその他の企業によって運営されている。公共旅客交通の鉄道・バス路線は、オストアルプモビール交通共同体運賃やそれぞれの交通会社固有の料金が適用される。

#### 道路
ロルヒは、ここでは4車線の連邦道 B29号線（ヴァイブリンゲン - ネルトリンゲン）沿いに位置している。鉄道の北を通る旧B29号線は、1938年から1940年に当時の帝国道路 29号線として建設されたものである。ロルヒは、連邦道 B297号線の起点である。この道路はゲッピンゲンを通って、テュービンゲンに至る。

#### 自転車道
この街をドイツリーメス自転車道が通っている。この自転車道は、ライン川沿いのバート・ヘニンゲンからドナウ川沿いのレーゲンスブルクまでオーバーゲルマニッシュ＝レティシャー・リーメス沿いに伸びる全長 818 km 以上の自転車道である。

#### 地元企業
ビンツ社は、救急車、霊柩車、その他の特殊な車輌を製造している。この会社はロルヒに本社を置いている。ビンツは1950年代にスクーターの製造していた。これは、現在では二輪オールドタイマーコレクターの間で希少価値の高い珍品とされている。ビンツ社は、ヴァルトハウゼンの支社で、患者搬送車やその他の医療用車輌を製造している。
原動機付き車輌用部品メーカーのマーレ・フィルターシステム（旧クネヒト）は、ロルヒに製造工場を有している。2004年現在、ロルヒでは約300人が働いているこの施設は、かつてのダイバー製麺工場の敷地に建っている。
プフェフレ包装は、1880年にヴェルツハイムで設立され、1886年にロルヒに定住した工業系企業で、ボール紙を材料にして、折りたたみ式の箱やその他の製品を製造している。最盛期の1925年には162人の従業員がいたが、2012年現在は約70人である。プフェフレは2002年から毎年約6万セットのDNA-分析セットをバーデン＝ヴュルテンベルク州警察に納入している。
1922年にヘルマン E. ジーガーによって設立された同名の切手商は、国際的に活動している。この会社は、その広告で「切手の街 ロルヒ」と宣伝している。1971年に当時の経営者が携わったアポロ15号切手事件で知られている。

### メディア
ロルヒでは1906年から日刊紙「ロルヒャー・ツァイトゥング」が刊行されていた。この新聞は1933年から「国家社会主義日刊紙」のサブタイトルをつけ、1935年まで刊行されていた。現在ロルヒは、レムス＝ツァイトゥングとグミュンダー・トランスポートの購読地域になっている。両新聞社はシュヴェービッシュ・グミュントにある。

### 教育

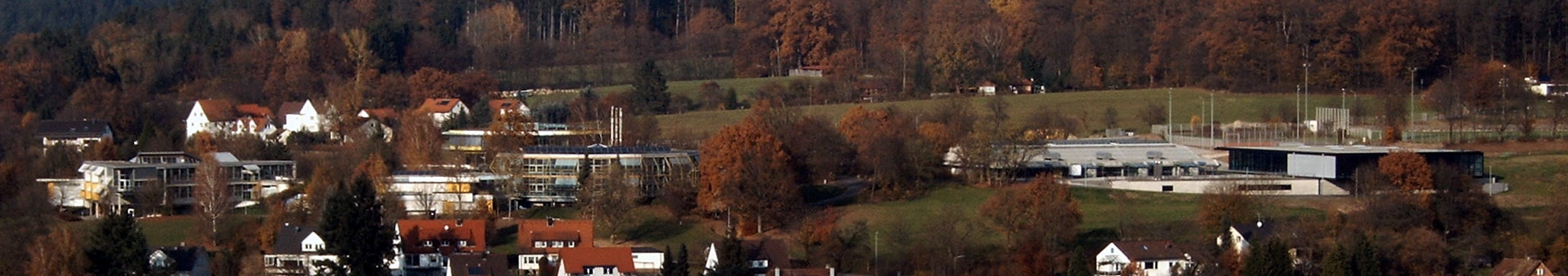
シェーファーフェルト学校センター

現在は純粋な基礎課程学校となっている、街の中心に位置するシュタウファーシューレは1961年に完成した。市は、中心街北部に位置するシェーファーフェルトを1971年に州から譲り受け、ここに学校センターを建設した。専修課程を含む本課程学校、実科学校、フリードリヒ2世ギムナジウムがここに建設された。
この他に、ヴァルトハイムにヴァルトハイム基礎課程学校、中心地区に養護学校メーリケシューレがある。

## 人物

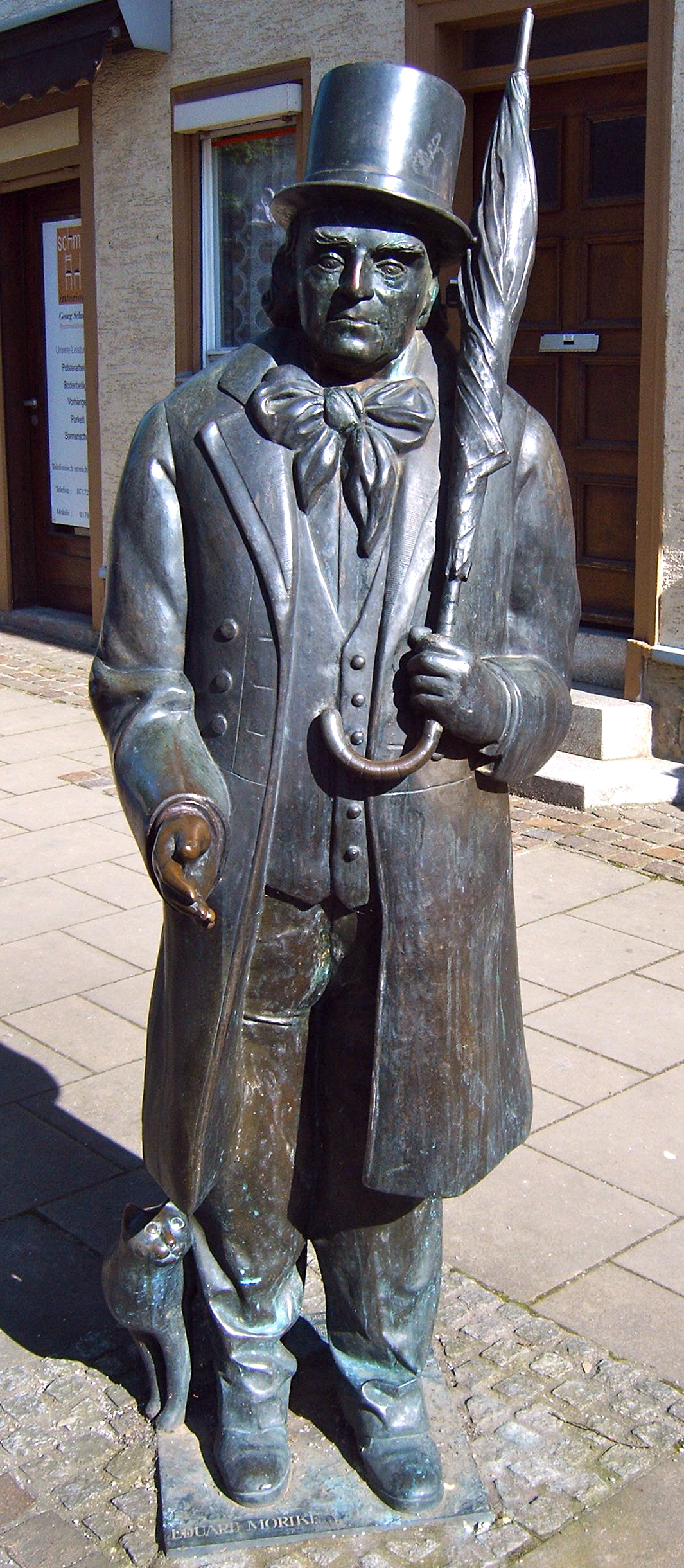
ロルヒのメーリケ旧居前に建立されたマリア・クロス作のメーリケ像

### 出身者
- マティアス・ハーフェンレッファー（1561年 - 1619年）ルター派神学者
- カール・フィリップ・コンツ（1762年 - 1827年）詩人、作家

### ゆかりの人物
- フリードリヒ・シラー（1756年 - 1805年）詩人、作家。1764年から1766年までロルヒに住んだ。
- エドゥアルト・メーリケ（1804年 - 1875年）詩人、作家。1867年から1869年までロルヒに住んだ。

## 訳注
1. ↑  ドイツ語: Luftkurort、空気の清浄な保養地
2. ↑  旗を使ったカラーガード。数人のグループで大きな旗を投げ合い、受ける技を見せるショー